# Округ Муди (Јужна Дакота)
Округ Муди (енгл. Moody County) је округ у америчкој савезној држави Јужна Дакота.

## Демографија
По попису из 2010. године број становника је 6.486, што је 109 (-1,7%) становника мање него 2000. године.
| Група             | 2000.         | 2010.         |
| Белци             | 5.576 (84,5%) | 5.227 (80,6%) |
| Афроамериканци    | 19 (0,3%)     | 33 (0,5%)     |
| Азијати           | 37 (0,6%)     | 70 (1,1%)     |
| Хиспаноамериканци | 50 (0,8%)     | 111 (1,7%)    |
| Укупно            | 6.595         | 6.486         |